# Ritmachtiging
Een aanvullende ritmachtiging of intracommunautaire vergunning is nodig voor goederenvervoer naar de meeste landen die geen lid zijn van de EU.
Voor vervoer in landen die wel bij de Europese Economische Ruimte horen, het Verenigd Koninkrijk en Zwitserland heeft een transporteur alleen een communautaire vergunning (eurovergunning) nodig, maar gaat een bedrijf over de grenzen van die zone dan zal het van tevoren een ritmachtiging moeten aanvragen.

## Aantallen
De meeste landen geven per kalenderjaar aan hoeveel ritmachtigingen er mogen worden uitgegeven. In de meeste gevallen wisselt elk EU-land bilateraal met elk niet-EU-land een gelijk aantal ritmachtigingen uit. Dat betekent dat dat land ook machtigingen krijgt om binnen dat EU-land te mogen rijden. Een ritmachtiging is in de meeste gevallen maar voor één rit geldig en is voor sommige landen ook zeldzaam (en duur). Meestal kunnen vervoerders uit die landen evenwel zo'n bilateraal vervoer goedkoper uitvoeren. Die landen zijn dus meestal vragende partij voor meer ritvergunningen, terwijl de vergunningen die zij 'in ruil' geven niet allemaal opgebruikt worden. 

## Nederland
De ritmachtigingen worden in Nederland uitgegeven door de NIWO. Om in aanmerking te komen voor een machtiging moet een bedrijf in het bezit zijn van een:
- vergunning binnenlands beroepsvervoer
- Eurovergunning
- in sommige gevallen ook nog van een CEMT-vergunning

Voor de onderstaande landen zijn de machtigingen meestal wel makkelijk te verkrijgen: Azerbeidzjan, Kazachstan, Marokko, Rusland, Tunesië en Turkije. Voor andere landen is het in het algemeen moeilijker om een machtiging te verkrijgen.

## België
De ritmachtigingen worden in België uitgegeven door het Directoraat-generaal Vervoer te Land. Om in aanmerking te komen voor een machtiging moet een bedrijf in het bezit zijn van een communautaire vergunning (die in België ook geldt als binnenlandse vergunning).
Voor de onderstaande landen zijn machtigingen te verkrijgen: Albanië, Azerbeidzjan, Bosnië-Herzegovina, Georgië, Iran, Kazachstan, Kirgizië, Marokko, Moldavië, Montenegro, Noord-Macedonië, Oekraïne, Oezbekistan, Rusland, Servië, Tunesië, Turkije en Wit-Rusland. Voor andere landen moet men zich wenden tot de autoriteiten van dat land (ambassade of consulaat).